# ザ・ナック
ザ・ナック（The Knack）は、アメリカ合衆国のロックバンド。1978年5月にカリフォルニア州ロサンゼルスで結成され、1979年にアルバム『ゲット・ザ・ナック』でデビュー。1982年に一度解散するも、その後断続的な再結成が行われた。

## メンバー
- バートン・アヴェール（Berton Averre） – バッキング・ボーカル、リードギター、鍵盤楽器（1978年 - 1982年、1986年 - 1992年、1994年、1996年 - 2010年）
- ダグ・フィーガー（Doug Fieger） – リード・ボーカル、リズムギター（1978年 - 1981年、1986年 - 1992年、1994年、1996年 - 2010年）※2010年没
- ブルース・ゲイリー（Bruce Gary） – ドラム（1978年 - 1982年、1986年 - 1989年、1996年）※2006年没
- プレスコット・ナイルズ（Prescott Niles） – ベース（1978年 - 1982年、1986年 - 1992年、1994年、1996年 - 2008年）
- フィル・ジョスト（Phil Jost） – 鍵盤楽器（1981年）
- スティーヴン・‘マック’・マクナリー（Stephen 'Mac' McNally） – リード・ボーカル（1982年）
- ビリー・ウォード（Billy Ward） – ドラム（1986年 - 1982年、1986年 - 1992年、1994年、1996年 - 2010年）
- パット・トーピー（Pat Torpey） –（1989年、2001年 - 2010年）※2018年没
- テリー・ボジオ（Terry Bozzio） – ドラム（1998年 - 2001年）
- デヴィッド・ヘンダーソン（David Henderson） – ドラム（2001年年）
- デュアン・レイナン（Duane Leinan） – ベース（2008年 - 2010年）

## 作品
スタジオ・アルバム
- 『ゲット・ザ・ナック』 – Get the Knack（1979年）
- 『バット、ザ・リトル・ガールズ・アンダースタンド』 – ...But the Little Girls Understand（1980年）
- 『ラウンド・トリップ』 – Round Trip（1981年）
- 『シリアス・ファン』 – Serious Fun（1991年）
- 『ズーム』 – Zoom（1998年）
- 『ノーマル・アズ・ザ・ネクスト・ガイ』 – Normal as the Next Guy（2001年）
- Rock & Roll Is Good for You: The Fieger/Averre Demos（2012年）

## 日本公演
- 1980年
  - 2月20日(水) 東京・日本武道館
  - 2月22日(金) 名古屋・勤労会館
  - 2月23日(土) 金沢・観光会館
  - 2月24日(日) 神戸・神戸国際会館
  - 2月25日(月) 大阪・フェスティバルホール
  - 2月27日(水) 静岡・文化ホール
  - 2月28日(木) 札幌・札幌厚生年金会館
  - 2月29日(金) 仙台・宮城県民会館
  - 3月2日(日) 熊本・熊本市民会館
  - 3月3日(月) 沖縄・沖縄市営体育館
  - 3月5日(水) 福岡・福岡郵便貯金会館

- 2005年
  - 7月31日(日) 新潟県湯沢町・苗場スキー場グリーン・ステージ (フジロックフェスティバル)